# Bubble Ghost
Bubble Ghost è un videogioco realizzato da Christophe Andréani nel 1987. È stato sviluppato inizialmente sull'Atari ST e pubblicato dalla ERE Informatique in Francia. Quindi il gioco è stato convertito per altri personal computer, compresi Amstrad CPC, Amiga, Apple IIGS, Commodore 64 e DOS. Esiste anche una versione per Game Boy del 1990. Il gioco è stato pubblicato da Infogrames in Europa, Accolade in USA e Pony Canyon in Giappone. Nel 1990 la Infogrames pubblicò una versione aggiornata per Amiga e Atari ST, intitolata Bubble +.

## Modalità di gioco
Il giocatore impersona un fantasma il cui obiettivo è quello di guidare una bolla attraverso le stanze di una casa stregata. La casa è formata da stanze bidimensionali a schermo fisso, con visuale di lato, ognuna delle quali costituisce un livello. Per completare un livello la bolla deve arrivare indenne all'uscita. Il fantasma è immune ai pericoli, ma se la bolla colpisce le pareti o gli ostacoli scoppia e il giocatore perde una vita. Gli ostacoli includono candele accese, elettricità, ventilatori, mostri, guglie acuminate e altro. Il fantasma può volare liberamente per la stanza anche attraverso le pareti, soffiare, e ruotare su sé stesso per variare la direzione di soffio. L'azione di soffiare serve anzitutto a spingere la bolla, ma anche a controllare i vari oggetti, ad esempio si può soffiare sulla candela per spegnerne la fiamma, sugli interruttori per attivare o disattivare i ventilatori, o nella trombetta per eliminare un mostro.